# Kyle Blandford
Kyle Blandford (27 gennaio 2003) è uno sciatore alpino canadese.

## Biografia
Sciatore polivalente attivo dal novembre del 2019, in Nor-Am Cup Kyle Blandford ha esordito il 5 marzo 2023 a Burke Mountain in slalom gigante (46º) e ha ottenuto il primo podio l'8 febbraio 2025 a Kimberley in supergigante (3º); non ha debuttato in Coppa del Mondo e non ha preso parte a rassegne olimpiche o iridate.

## Palmarès

### Nor-Am Cup
- Miglior piazzamento in classifica generale: 4º nel 2025
- 1 podio:
  - 1 terzo posto

### South American Cup
- Miglior piazzamento in classifica generale: 61º nel 2024
- 1 podio:
  - 1 terzo posto

### Campionati canadesi
- 1 medaglia:
  - 1 bronzo (slalom gigante nel 2024)